# Nikolaus Hensel
Nikolaus Bernhard Hensel (* 8. Oktober 1943 in Templin) ist ein deutscher Anwalt und ehemaliger Notar. 
Er ist Generalsekretär der Deutschen Freunde der Universität Tel Aviv, die ihn auch zum Ehrensenator ernannte.
2002 wurde ihm der Ehrendoktortitel der Naturwissenschaften durch die Johann Wolfgang Goethe-Universität Frankfurt am Main verliehen.
Seit 2004 ist er Mitglied im Stiftungsrat des Frankfurt Institute for Advanced Studies (FIAS), seit 2006 Mitglied im Vorstand des Deutschen Filminstituts und des Deutschen Filmmuseums.
Seit 2009 setzt er sich stark beim Aufbau des Jüdischen Museums Frankfurt ein.
Des Weiteren ist er Mitglied im Kuratorium der Kinderhilfestiftung e.V. und Partner des Museums für Moderne Kunst in Frankfurt sowie der Nationalgalerie in Berlin.
2015 wurde ihm das Große Bundesverdienstkreuz im Kaisersaal des Frankfurter Römers verliehen, nachdem ihm schon 2006 das Verdienstkreuz 1. Klasse verliehen wurde.